# Diphyus higebutonis
Diphyus higebutonis är en stekelart som först beskrevs av Tohru Uchida 1955.  Diphyus higebutonis ingår i släktet Diphyus och familjen brokparasitsteklar. Inga underarter finns listade i Catalogue of Life.